# Długołęka (gmina)
Długołęka est une gmina rurale du powiat de Wrocław, Basse-Silésie, dans le sud-ouest de la Pologne. Son siège est le village de Długołęka, qui se situe environ 13 km au nord-est de la capitale régionale Wrocław.
La gmina couvre une superficie de 212,41 km2 pour une population de 20 877 habitants.

## Géographie
La gmina est bordée par la ville de Wrocław et les gminy de Czernica, Dobroszyce, Oleśnica, Trzebnica, Wisznia Mała et Zawonia.
La gmina contient les villages de Bąków, Bielawa, Bierzyce, Borowa, Brzezia Łąka, Budziwojowice, Bukowina, Byków, Dąbrowica, Długołęka, Dobroszów Oleśnicki, Domaszczyn, Godzieszowa, Jaksonowice, Januszkowice, Kamień, Kątna, Kępa, Kiełczów, Kiełczówek, Cracovieiany, Łosice, Łozina, Michałowice, Mirków, Oleśniczka, Pasikurowice, Piecowice, Pietrzykowice, Pruszowice, Raków, Ramiszów, Siedlec, Skała, Śliwice, Stępin, Szczodre, Tokary, Węgrów, Wilczyce et Zaprężyn.